# Cesar Heizei
Cesar Heizei (平城天皇 Heizei-tenno, 773 – 5. avgust 824), znan tudi kot Heidžo-tenno, je bil 51. japonski cesar v skladu s tradicionalnim dednim nasledstvom. Vladal je med leti 806 in 809.

## Tradicionalna zgodba
Heizei je bil najstarejši sin cesarja Kanmuja in cesarice Fudživara no Otomuro. Heizei je imel tri žene cesarice in sedem sinov ter hčera.
Heizeija tradicionalno častijo na njegov grobu (misasagiju) Jamamomo no Misasagi (楊梅陵, " cesarski mavzolej Jamamomo") v Nari, kjer je njegov mavzolej na javno dostopnem mestu. Čeprav je eden največjih kofunov na Japonskem, so arheološka izkopavanja med leti 1962-63 nakazala, da je bil zgrajen zgodaj v 5. stoletju in da je bil del kofuna uničen med izgradnjo dvora Heidžo-kjo, kar morda spodbija verodostojnost najdišča kot cesarskega mavzoleja.

### Dogodki tekom življenja cesarja Heizeija
Preden je zasedel prestol, je njegova povezava s Fudživara no Kusuko, materjo ene izmed njegovih družic, povzročila škandal. Zaradi tega mu je oče skoraj odvzel naziv.
- 785: (Enrjaku, 11. mesec 4. leta): Heizei je bil pri starosti 12 let imenovan za prestolonaslednika.[7]
- 9. april 806[8] (Daido, 17. dan 3. meseca 1. leta): V 25. letu vladavine umre cesar Kanmu; kljub sporu glede nasledstva so takratni učenjaki potrdili, da gre nasledstvo (senso) njegovemu sinu. Kmalu zatem zasede prestol (sokui) kot cesar Heizei.[9]

Njegov naziv Heizei je povzet po uradnem imenu prestolnice v Nari, Heidžo-kjo.
V času njegove vladavine so reorganizirali telesno stražo. Dotedanje cesarske telesne stražarje so imenovali za leve telesne stražarje, prejšnje srednje pa za desne. Obe strani sta dobili novega poveljnika; Heizei je imenoval Sakanoue no Tamuramara (758-811) za poveljnika desnih telesnih stražarjev. Pod cesarjem Kanmujem je bil Tamuramaro imenovan za šoguna vojaške odprave proti etnični skupini Emiši na severovzhodu Honšuja.
- 809 (Daido, 1. mesec 4. leta): Po štirih letih vladanja cesar zboli in abdicira v korist mlajšega brata, ki postane cesar Saga. Po abdikaciji se preseli v Naro, kjer je od takrat znan kot Nara no Mikado, cesar Nare.
- 18. maj 809 (Daido, 1. dan 4. meseca): ustoličenje cesarja Saga pri 24 letih.
- 810 (Konin, 1. leto): V Heizejevem imenu cesarjeva ambiciozna bivša žena Kusuko (薬子) in njen brat Nakanari organizirata poskus upora, a so njune sile poražene. Kusuko je umrla v zaporu, njen brat pa je bil usmrčen. Heizei je sprejel zaobljube budističnega meniha.[12]
- 5. avgust 824 (Tenčo, 7. dan 7. meseca 1. leta): Heizei umre pri starosti 51 let, 14 let po abdikaciji zaradi bolezni.[13]

### Obdobjanengov obdobju vladavine cesarja Heizeija
Leta vladavine cesarja Heizeija sovpadajo z eni imenom ere nengo:
- Daido (806-810)

## Kugjo
Kugjo (公卿) je skupni izraz za peščico najbolj močnih moških, delujočih na dvoru japonskega cesarja v času pred obdobjem Meidži.
Večino časa so to elitno skupino sestavljali samo trije ali štirje moški naenkrat. Njihovo družinsko ozadje in izkušnje so jih pripeljale do vrha družbe. V času vladavine cesarja Heizeija so vrh organa Dajdžo-kan sestavljaliː
- Sadaidžin (ni imenovan)
- Udaidžin, Miva-no-Ou ali Miva-no-Okimi (神王), 798-806.; Fudživara no Učimaro (藤原内麿), 806-812.
- Naidajdžin
- Dainagon, Fudživara no Otomo (藤原雄友), 806-807

Ko je postala hčerka čunagona favorizirana družica kronskega princa Ateja (cesar Heizei), je to vplivalo na položaj in moč njenega očeta. Kanmu ni odobraval Fudživara no Kusuko (藤原薬子, umrla 810), bivše žene Fudživara no Tadanušija, zato jo je dal odstraniti iz sinovega domovanja. Po Kanmujevi smrti jo je vrnil v svojo hišo, kar je imelo posledice.
- Čunagon, Fudživara no Tadanuši

## Družice in otroci
Cesarica (posmrtno povišana v Kogo): Fudživara no Tarašiko (藤原帯子) (?-794), znana tudi kot Taiši, hči Fudživara no Momokava
Hi: Cesarska princesa Asahara (朝原内親王) (779-817), hčerka cesarja Kanmuja
Hi: Cesarska princesa Ojake (大宅内親王) (?-849), hčerka cesarja Kanmuja
Šoši dvorna gospa (Naiši-no-kami): Fudživara no Kusuko (藤原薬子, umrla 810), nekdanja žena Čunagona Fudživara no Tadanušija
Dvorna gospa: Fudži'i no Fudžiko/Toši (葛井藤子), hčerka Fudži'i no Mičiorija
- Cesarski princ Abo (阿保親王) (792-842)

Dvorna gospa: Ise no Cugiko (伊勢継子) (772-812), hči Ise no Ona
- Cesarski princ Takaoka (高丘親王) (799-881), prestolonaslednik postane leta 809 (odstavljen leta 810)
- Cesarski princ Kose (巨勢親王) (umrl 882)
- Cesarska princesa Kamicukeno (上毛野内親王) (umrla 842)
- Cesarska princesa Isonokami (石上内親王) (umrla 846)
- Cesarska princesa Ohara (大原内親王) (umrla 863), 14. saio v svetišču Ise (806-809)

Dvorna gospa: Ki no Iokazu (紀魚員), hči Ki no Kocua
- Cesarska princesa Enu (叡努内親王) (umrla 835)